# 道格拉斯鎮區 (堪薩斯州傑克遜縣)
道格拉斯鎮區（英語：Douglas Township）為美國堪薩斯州傑克遜縣轄下的鎮區。2010年美国人口普查中此鎮區人口有2,314人。

## 地理
道格拉斯鎮區涵蓋總面積為168.1平方（64.91平方英里），其中陸地面積為168.0平方（64.87平方英里），水域面積為0.10平方（0.04平方英里）或0.06%。海拔高度321（1,053英尺）。

## 人口統計
根據2010年美國人口普查，道格拉斯鎮區人口有2,314人，其中男性有1,174人，女性有1,140人，人口密度為每平方公里13.77人，住房計945戶。鎮區內的白人有2,143人，非裔美國人有5人，美洲原住民有98人，亞裔美國人有10人，太平洋島裔美國人有0人，其他種族有9人，混血種族則有49人。此外鎮區內有82人為西班牙裔或拉丁裔美國人。此鎮區之年齡中位數為41.6歲，而男性年齡中位數為40.9歲，女性年齡中位數為41.9歲。

## 交通

### 主要公路
- 75號美國國道